# Équipe de Macao de football
Cet article traite de l'équipe masculine. Pour l'équipe féminine, voir Équipe de Macao féminine de football.
Maillots
L'équipe de Macao de football (chinois : 澳門足球代表隊 ; portugais : Seleção Macaense de Futebol) est une sélection des meilleurs joueurs macanais sous l'égide de la Fédération de Macao de football (chinois : 澳門足球總會 ; portugais : Associação de Futebol de Macau).
Macao est une région administrative de la république populaire de Chine, qui a le droit de se présenter seule (sans la Chine) dans les compétitions de sport internationales.

## Classement FIFA
| Année              | 1993 | 1994 | 1995 | 1996 | 1997 | 1998 | 1999 | 2000 | 2001 | 2002 | 2003 | 2004 | 2005 | 2006 | 2007 | 2008 | 2009 | 2010 | 2011 | 2012 | 2013 | 2014 | 2015 | 2016 | 2017 | 2018 | 2019 | 2020 | 2021 | 2022 | 2023 |
| ------------------ | ---- | ---- | ---- | ---- | ---- | ---- | ---- | ---- | ---- | ---- | ---- | ---- | ---- | ---- | ---- | ---- | ---- | ---- | ---- | ---- | ---- | ---- | ---- | ---- | ---- | ---- | ---- | ---- | ---- | ---- | ---- |
| Classement mondial | 166  | 175  | 180  | 172  | 157  | 174  | 176  | 180  | 180  | 188  | 184  | 188  | 192  | 185  | 190  | 196  | 187  | 193  | 197  | 198  | 201  | 186  | 195  | 184  | 185  | 183  | 182  | 182  | 182  | 182  | 187  |

## Palmarès

### Parcours enCoupe du monde
| Année | Position     |      | Année             | Position |                   | Année | Position |
| 1930  | Non inscrite | 1974 | Non inscrite      | 2010     | Tour préliminaire |       |          |
| 1934  | Non inscrite | 1978 | Non inscrite      | 2014     | Tour préliminaire |       |          |
| 1938  | Non inscrite | 1982 | Tour préliminaire | 2018     | Tour préliminaire |       |          |
| 1950  | Non inscrite | 1986 | Tour préliminaire | 2022     | Tour préliminaire |       |          |
| 1954  | Non inscrite | 1990 | Non inscrite      | 2026     | Tour préliminaire |       |          |
| 1958  | Non inscrite | 1994 | Tour préliminaire | 2030     | À venir           |       |          |
| 1962  | Non inscrite | 1998 | Tour préliminaire | 2034     | À venir           |       |          |
| 1966  | Non inscrite | 2002 | Tour préliminaire |          |                   |       |          |
| 1970  | Non inscrite | 2006 | Tour préliminaire |          |                   |       |          |

### Parcours enCoupe d'Asie
| Année | Position          |      | Année             | Position |                   | Année | Position |
| 1956  | Non inscrite      | 1984 | Non inscrite      | 2011     | Tour préliminaire |       |          |
| 1960  | Non inscrite      | 1988 | Non inscrite      | 2015     | Tour préliminaire |       |          |
| 1964  | Non inscrite      | 1992 | Tour préliminaire | 2019     | Tour préliminaire |       |          |
| 1968  | Non inscrite      | 1996 | Tour préliminaire | 2023     | Tour préliminaire |       |          |
| 1972  | Non inscrite      | 2000 | Tour préliminaire | 2027     | Tour préliminaire |       |          |
| 1976  | Non inscrite      | 2004 | Tour préliminaire |          |                   |       |          |
| 1980  | Tour préliminaire | 2007 | Non inscrite      |          |                   |       |          |

### Parcours en Coupe d'Asie de l'Est
Macao a organisé le tour préliminaire de l'édition de la coupe d'Asie de l'Est de football 2008 et y a eu sa meilleure performance en finissant 6e après une victoire 7-2 contre Taïwan.
| Année | Position                           | Année | Position                  | Année | Position          |
| ----- | ---------------------------------- | ----- | ------------------------- | ----- | ----------------- |
| 2003  | Tour préliminaire (6e/8)           | 2013  | Tour préliminaire (9e/10) | 2022  | Ne participe pas  |
| 2005  | Non inscrit (Suspendu par la FIFA) | 2015  | Tour préliminaire (8e/10) | 2025  | Tour préliminaire |
| 2008  | Tour préliminaire (6e/10)          | 2017  | Tour préliminaire (9e/10) |       |                   |
| 2010  | Tour préliminaire (9e/10)          | 2019  | Tour préliminaire (8e/10) |       |                   |

## Effectif
Mis à jour le 21 juillet 2024
| N°         | Nom              | Date de naissance | Sélections (buts) | Club                     |
| ---------- | ---------------- | ----------------- | ----------------- | ------------------------ |
| Gardiens   |                  |                   |                   |                          |
| 12         | Fong Chi Hang    | 26 octobre 1989   | 0 (0)             | Monte Carlo              |
| 22         | Sou Leng Fong    | 22 juillet 2001   | 0 (0)             | Chao Pak Kei             |
| 1          | Ho Man Fai       | 13 juin 1993      | 20 (0)            | Chao Pak Kei             |
| Défenseurs |                  |                   |                   |                          |
| 19         | Chan Man         | 4 octobre 1993    | 13 (0)            | Monte Carlo              |
| 3          | Amancio          | 29 mars 1990      | 2 (0)             | Chao Pak Kei             |
| 4          | Filipe Duarte    | 30 mars 1985      | 4 (1)             | Chao Pak Kei             |
| 17         | Vitor Almeida    | 5 février 1991    | 2 (0)             | Chao Pak Kei             |
| Milieux    |                  |                   |                   |                          |
| 11         | Nuno Pereira     | 22 novembre 1997  | 2 (0)             | Imortal Desportivo Clube |
| 6          | Choi Dion Carlos | 6 février 1999    | 0 (0)             | Chao Pak Kei             |
| 23         | Kam Chi Hou      | 4 avril 1995      | 9 (0)             | Chao Pak Kei             |
| 7          | Lei Cheng Lam    | 24 janvier 2005   | 2 (0)             | Monte Carlo              |
| 18         | Ng Wa Seng       | 2 août 1999       | 14 (0)            | Central and Western      |
| 20         | Cheong Hoi San   | 28 juin 1998      | 8 (0)             | Monte Carlo              |
| -          | Leong Lek-Hang   | 11 novembre 2003  | 0 (0)             | Chao Pak Kei             |
| 2          | Lam Ka Seng      | 28 mai 1994       | 13 (0)            | Chao Pak Kei             |
|            | Ng Wa Keng       | 2 août 1999       | 2 (0)             | Chao Pak Kei             |
|            | U Hoi Ka         | 7 mars 1993       | 0 (0)             | -                        |
| Attaquants |                  |                   |                   |                          |
| 10         | Niki Torrão      | 18 novembre 1987  | 15 (7)            | Chao Pak Kei             |
| 15         | Leung Chi Seng   | 3 juin 2000       | 2 (0)             | Chao Pak Kei             |
| 16         | Sam Cheng Fai    | 22 juin 1991      | 0 (0)             | Monte Carlo              |
|            | Leong Hou In     | 15 juin 1997      | 1 (0)             | -                        |
|            | Pang Chi Hang    | 3 novembre 1993   | 16 (0)            | Chao Pak Kei             |
|            | Wong Chi Son     | 3 février 1994    | 0 (0)             | Monte Carlo              |